# Каплун Герман Володимирович
Герман Каплун (нар. 23 жовтня 1968 у Москві) — російський бізнесмен, співзасновник, колишній співвласник і генеральний директор РБК, який 2005 року разом із Йосипом Пінтусом заснував агенцію РБК Україна. Герман має широкий досвід в області банківської справи, програмування і консалтингу. Володіє пакетом акцій компанії, що займається продажем нерухомості.

## Життєпис
Пан Каплун стоїть біля витоків створення російського медіахолдингу «РосБізнесКонсалтинг», на початку 1990-х це була невелика інформаційна агенція. У 1993 році разом з партнерами Герман заснував «РБК».
Перш ніж сконцентруватися на роботі в медіахолдингу, Герман займався банківською справою: виконував обов'язки директора з банківських технологій у московській компанії, що розробляла програмне забезпечення, також був співвласником банку.
У 1998 році обійняв посаду заступника генерального директора РБК, через рік — гендиректора, а з 2001 року увійшов до ради директорів ВАТ РБК «Інформаційні Системи» і в 2009 році став генеральним директором. Цього ж року контрольний пакет акцій РБК викупив Михайло Прохоров. Відносини з мажоритарним акціонером у Каплуна не склалися, тож у квітні 2012 року Каплуна було відсторонено від керівництва, натомість на його місце було затверджено виконавчого директора «Онексіма» Сергія Лаврухіна.
У 2012 році став одним із засновників інвестиційного фонду «TMT Investments», де виконував функції директора зі стратегічного розвитку.
З інформаційного департаменту РБК з'явилась компанія «Армада», що спеціалізується на розробці програмного забезпечення для державних структур Росії. 2013 року Герман звинуватив екс-голову ради директорів і колишнього гендиректора компанії Олексія Кузовкіна у спробах виведення активів і погіршенні статистичних даних компанії. Каплуну завдяки суду вдалося примусово провести позачергові збори акціонерів для переобрання ради директорів, однак ряд дочірніх структур як і раніше контролюється менеджерами Кузовкіна.[джерело?]
Герман Каплун займається інтернет-інвестиціями. Він зосередився на роботі в інвестиційній британській компанії TMT Investments. Це єдиний створений росіянами фонд, що спеціалізується на інтернет-інвестиціях, акції якого торгуються на біржі — LSE.
У 2012 році Каплун анонсував створення в Москві бізнес-інкубатора з бюджетом $ 10 млн, але так і не зумів знайти об'єкти для інвестицій. Зате TMT Investments інвестував вже в 24 глобальні інтернет-компанії.

## Кар'єра
- 1991: виробничий кооператив «Оргтехніка», заступник голови правління.
- 1993—2000: ЗАТ «Сібата», генеральний директор.
- 1998—2000: ЗАТ «РосБізнесКонсалтинг», заступник генерального директора.
- 2000—2001: ЗАТ «РБК Холдинг», генеральний директор.
- 2004: заснував офшорну компанію «Kolsten Assets».[5]
- 2001—2009: ВАТ «РБК Інформаційні Системи», голова Ради директорів, член правління.
- 2009—2012: ВАТ «РБК Інформаційні Системи», генеральний директор.[6]
- з липня 2012 — TMT Investments, директор зі стратегічного розвитку.
- 2013 — запустив новинний агрегатор «Anews»

## Цікаві факти
- Герман вважає акції Facebook найперспективнішими американськими цінними паперами[7]
- Компанію Yahoo пан Каплун вважає сильно недооціненою[8]

## Освіта
- Російська Економічна Академія ім. Плеханова, відділення «Системна інженерія». Кандидат економічних наук.
- Московський інститут радіоелектроніки та автоматики, спеціальність — програміст.